# 薇丝卡
薇丝卡(Wiska)是安娜斯塔西娅·帕夫洛芙娜·哈根（Anastasiya Pavlovna Hagen,婚前旧姓Gryshai)的艺名。薇丝卡祖籍白俄罗斯，是一名乌克兰模特和退役的成人演员。安娜斯塔西娅已婚，是三个孩子的母亲。她是第一位在欧洲联盟（具体而言是捷克共和国）境内避难的色情演员，并因其专业技能申请了政治庇护权

## 早年生活和色情行业经历
安娜斯塔西娅生于戈梅利，但成长于克里米亚城市费奥多西亚，在这里她与未来的丈夫奥列克山大相遇并结婚。
2003年, 奥列克山大因对机动车纵火被定罪并入狱八年。哈根夫妇称此次入狱实际上是生意纠纷的结果，但却成为安娜斯塔西娅为了必需的家计而走上色情之路的原因。
安娜斯塔西娅称她的第一部成人电影于2004年拍摄于俄罗斯；她每周可以获得200美元的报酬，这在当时的乌克兰是一笔可观的收入。
在2004年到2008年之间，安娜斯塔西娅以薇丝卡为艺名，出演了超过40部色情电影；其中至少一部是与洛可·希佛帝共同出演的。一个以她的名字命名的色情电影系列片(薇丝卡的异常性欲Wiska's Perversions)在2006年至2008年之间以六枚DVD的形式发行。
大约在2007年左右, 薇丝卡的身份在接受了一个当地小报的家庭采访之后在乌克兰被曝光, 这引起了新闻界的兴趣并使她成为在主流媒体上抛头露面的国家级名人。

## 迫害
在2010年, 乌克兰当局开始调查居住在费奥多西亚的安娜斯塔西娅一家，采用的法律依据包括虐待儿童(包括对她的孩子进行可能受到儿童性虐待的法医鉴定) 和生产及销售色情制品(自2009年其在乌克兰为非法)。此项迫害由Leonid Hrach发起, 随后在乌克兰最高拉达呈送给克里米亚自治共和国。 安娜斯塔西娅带领她的家人离开了克里米亚移居基辅，在那里她得到了FEMEN的支持。

## 寻求避难
在2012年12月，安娜斯塔西娅和她的家人移居至捷克共和国并申请政治避难。在2013年8月，安娜斯塔西娅家的政治避难被拒绝，但他们继续生活在捷克共和国布拉格附近，申请并最终于2013年9月2日获得法定居住权。

### 新发布
- Всі новини за тегом "Wiska" （页面存档备份，存于） – updated newsreel on Wiska on the TSN web site （乌克兰文）.
- Украинская порноактриса Wiska: Мама и жена в стиле "ню". ФОТО（页面存档备份，存于） 2007 interview by the Segodnya.
- Porn Star Wiska Bids for EU Asylum after Ukraine Sleaze Crackdown （页面存档备份，存于） by the International Business Times.
- Wiska （页面存档备份，存于） – annotated non-pornographic photo essay in the Focus magazine （乌克兰文）.

### 色情产业卷宗
- Wiska在網際網路成人電影資料庫
- Template:Egafd name
- 成人電影資料庫上薇丝卡的资料（英文）（英文）
- Wiska （页面存档备份，存于） at the Euro Babe Index （页面存档备份，存于）